# Vrije Hanzestad Bremen
De vrije Hanzestad Bremen is met 419,62 km² de kleinste deelstaat van Duitsland. De deelstaat telt 680.130 inwoners (31 december 2020). De staat ligt aan de Wezer en omvat de steden Bremen en Bremerhaven, die 60 km van elkaar verwijderd zijn en als enclaves omsloten worden door Nedersaksen.
Op 31 december 2018 had 18,22% van de inwoners een niet-Duits staatsburgerschap (123.896 niet-Duitsers) en hadden 1.100 inwoners het Nederlandse staatsburgerschap.

## Geschiedenis
Waar de Weser de duinen naderde, ontstond al vroeg een nederzetting met een veer. In 787 wordt hier het bisdom Bremen gesticht en in 845 wordt ook de zetel van het aartsbisdom Hamburg naar deze plaats overgebracht. In 888 wordt de markt vermeld in een privilege van koning Arnulf voor de aartsbisschop. Onder leiding van de in 1225 vermelde stadsraad maakt de stad zich gedeeltelijk onafhankelijk van de aartsbisschop.

### Bremen binnen het Heilige Roomse Rijk

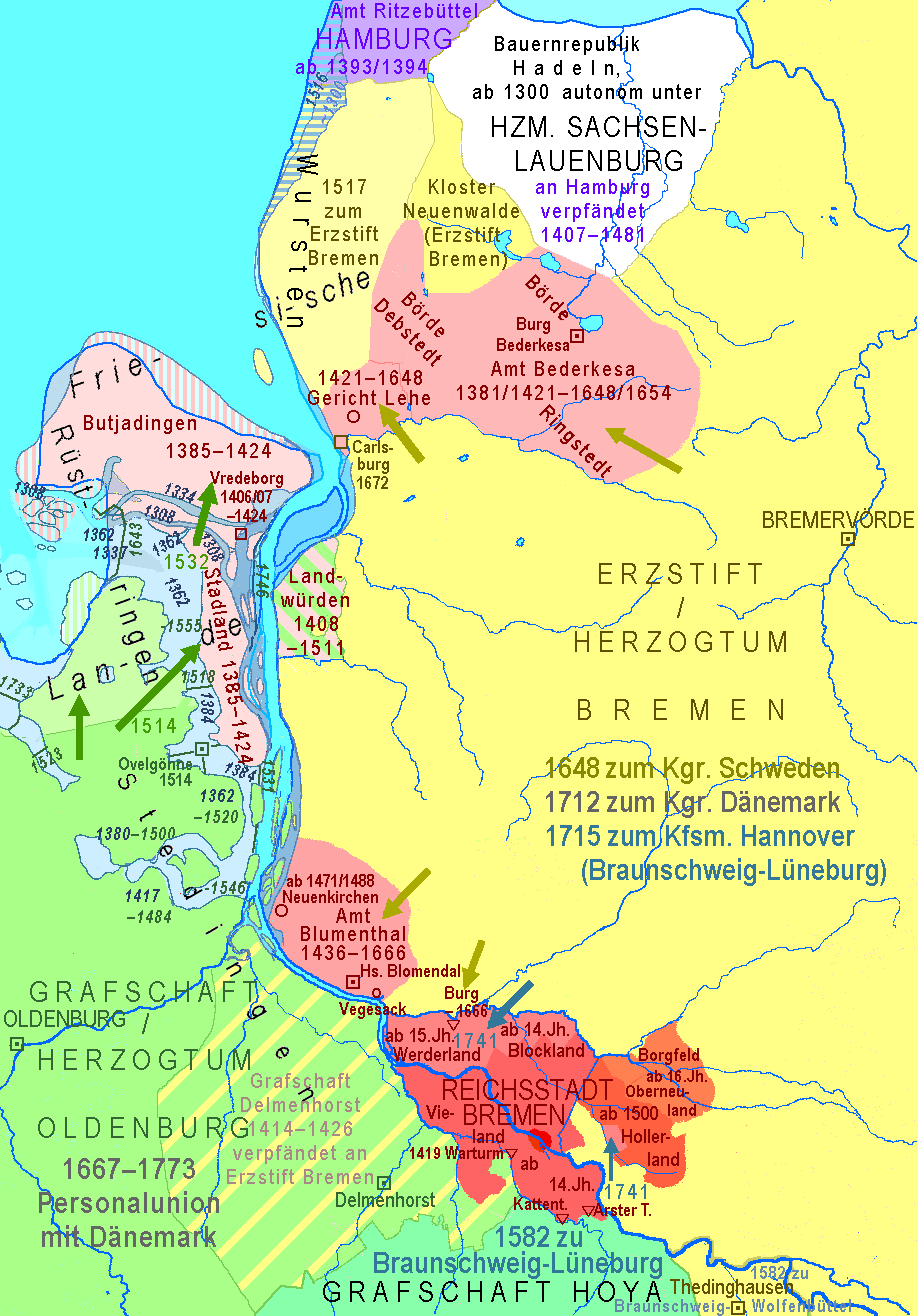
Landgebied van de Rijksstad Bremen, 14e tot 18e eeuw

Hoewel de stad zelf niet vrij is, wordt er ook begonnen met de opbouw van een territorium. In 1381 wordt een groot deel van de heerlijkheid Bederkesa verworven. Vanaf 1384 is het Stadland en vanaf 1410 Butjadingen in het bezit van de stad. Deze twee gebieden gaan in de grote Friese opstand van 1424 verloren. In 1436 wordt de heerlijkheid Blumenthal verworven.
Bij de hervorming van het Heilige Roomse Rijk in 1500 wordt de stad bij de Neder-Saksische Kreits ingedeeld. De reformatie wordt in 1522 ingevoerd, die in Bremen een sterk calvinistisch karakter heeft. Daardoor zijn er in deze tijd sterke banden met de Noordelijke Nederlanden. Omdat de reformatie in het prins-aartsbisdom een luthers karakter heeft, is de Dom luthers en de rest van de stad gereformeerd.
In de Westfaalse Vrede van 1648 verwerft Zweden het prins-aartsbisdom Bremen en maakt daarmee ook aanspraak op de stad. In de oorlogen tegen Zweden van 1653/54 en 1666 gaan daardoor de heerlijkheden Bederkesa en Blumenthal verloren. Met de overdracht van het hertogdom Bremen (het voormalige prins-aartsbisdom) aan Hannover, gaan de aanspraken op de stad aan die staat over. Pas in het verdrag van Stade in 1741 wordt de zelfstandigheid door Hannover tegen een hoge prijs erkend. Op Vegesack na moeten alle dorpen aan Hannover worden afgestaan. De stadstaat heeft nog nooit uit zo'n klein gebied bestaan.
In de Reichsdeputationshauptschluss van 25 februari 1803 wordt in paragraaf 27 geregeld dat Bremen als een van de weinige (zes) rijkssteden blijft bestaan. Verder wordt het gebied uitgebreid: het gehucht Vegesack, het Grolland, de Barkhoff, de Hemlinger molen, de dorpen Hastede, Schwaghausen en Bahr. Verder alles tussen de rivieren Wezer, Wümme en Leesum en een nader beschreven lijn. Daarnaast alle bezittingen en rechten van het domkapittel en het hertogdom Bremen binnen de stad. Verder wordt Bremen bevrijd van de Wezertol bij Elsfleth.

### Bremen als soevereine staat en als deel van Frankrijk
Als op 6 augustus 1806 keizer Frans II de kroon neerlegt komt er een eind aan het Heilige Roomse Rijk en daardoor is de stad een soevereine staat geworden. Sindsdien wordt de titel Vrije en Hanzestad gevoerd.
In 1810 wordt de stad geannexeerd door Frankrijk, waar het de hoofdstad van het departement van de Wezermondingen is.

### Bremen als bondsstaat

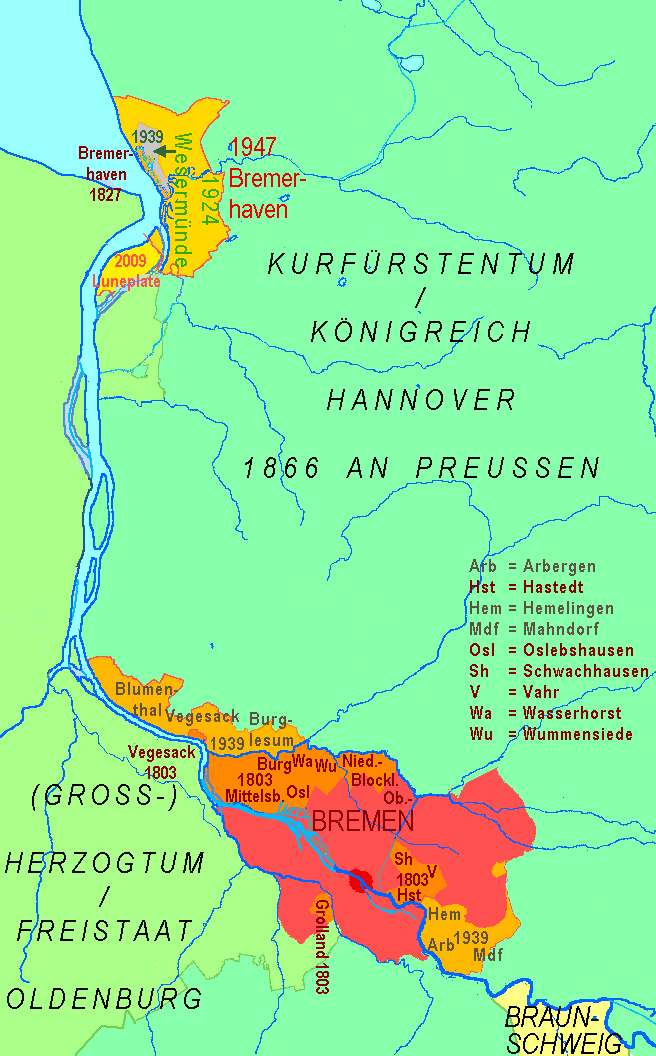
Bremen vanaf 1800 (338.846 inwoners in 1925)

Na de aftocht van de Fransen in 1813 wordt de stad in 1815 door de besluiten van het Congres van Wenen weer zelfstandig binnen de Duitse Bond.
Vanwege de verzanding van de Wezer werd het nodig nieuwe havens aan te leggen. In verband hiermee is de overdracht van het gebied van het latere Bremerhaven door het koninkrijk Hannover in 1827 van groot belang. Al met al resulteerde dit in de steden Vegesack (tegenwoordig deel van de stad Bremen) en Bremerhaven.
In 1866 treedt de stad toe tot de Noord-Duitse Bond en in 1871 tot het Duitse Keizerrijk.
De stad leverde een infanterieregiment aan het Duitse leger en een groot aantal matrozen. Voor de militairen werd in 1915 het Hanseatenkruis ingesteld.
Na de Tweede Wereldoorlog werd Bremen haven van de Amerikaanse strijdkrachten en vormde als zodanig een Amerikaanse enclave in de Britse bezettingszone, waardoor het zijn status van zelfstandig bondsland kon behouden.

## Bestuurlijke indeling
De vrije Hanzestad Bremen is onderverdeeld in twee stadsdistricten (kreisfreie Städte):
- Bremen
- Bremerhaven

## Politiek

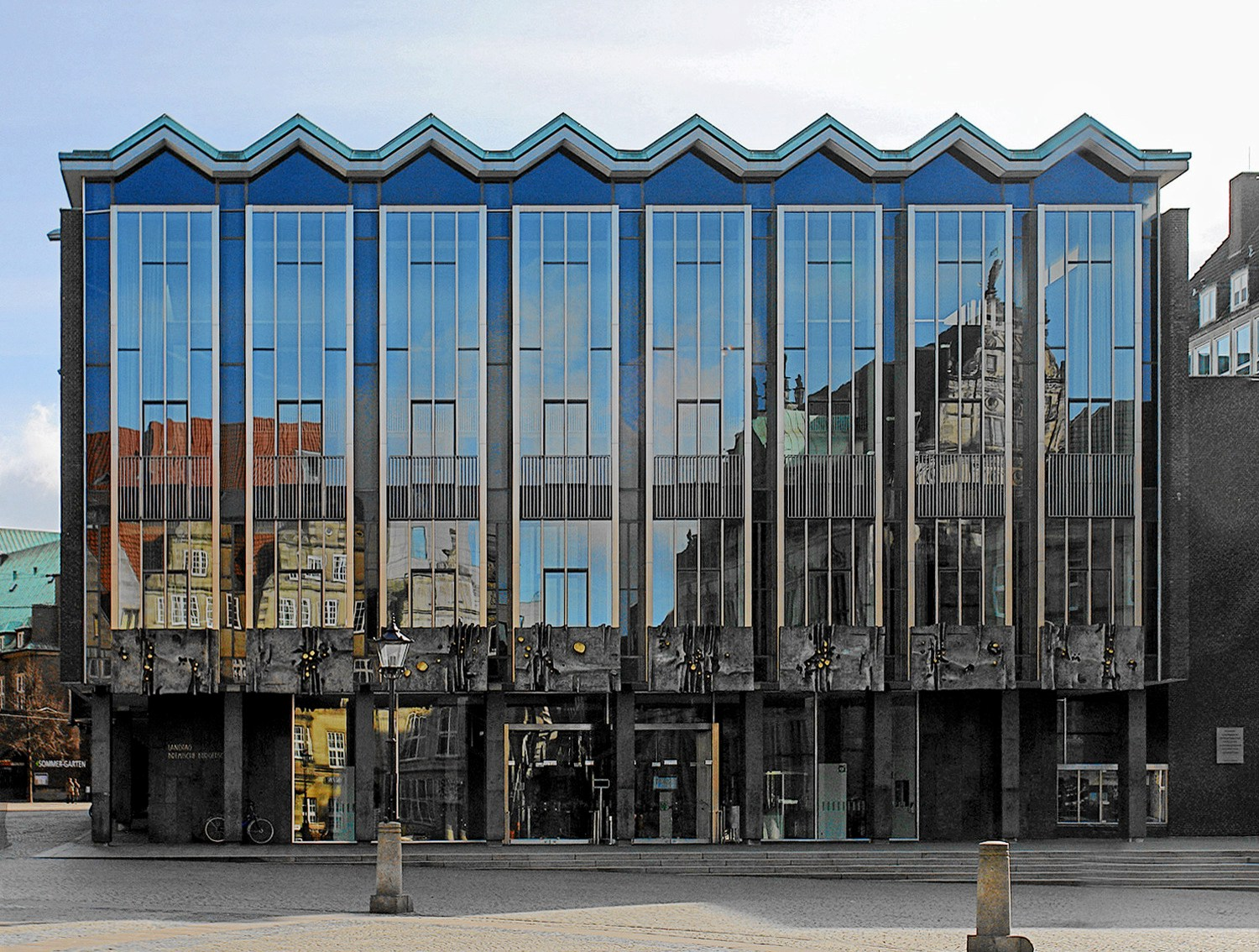
Haus der Bürgerschaft, parlementsgebouw

### Parlement
De wetgevende macht van de deelstaat Bremen wordt uitgeoefend door de Bremische Bürgerschaft, die vergelijkbaar is met de parlementen van de andere Duitse deelstaten. Sinds 2019 telt de Bürgerschaft 84 leden: 69 afgevaardigden uit het kiesdistrict Bremen en 15 uit het kiesdistrict Bremerhaven. De parlementsverkiezingen vinden in Bremen elke vier jaar plaats. Hierbij geldt een kiesdrempel van 5%, die afzonderlijk voor beide kiesdistricten wordt toegepast.
De meest recente verkiezing voor de Bremische Bürgerschaft vond plaats in 2023. Hierbij werd de sociaaldemocratische SPD weer de grootste partij. Het ging een linkse coalitie aan met Bündnis 90/Die Grünen en Die Linke.

### Regering
De regering van de Vrije Hanzestad Bremen is de Senaat, die te vergelijken is met de regeringen van de andere Duitse deelstaten. De leden van de Senaat (senatoren) worden verkozen door de Bürgerschaft. Dat geldt ook voor de voorzitter van de Senaat, die in zijn functie als regeringsleider tevens eerste burgemeester is.
De Senaat staat onder leiding van eerste burgemeester Andreas Bovenschulte (SPD).